# Osnabrück
Osnabrück este un oraș în landul Saxonia Inferioară, Germania. 

## Istoric
În anul 772 împăratul Carol cel Mare a înființat Dieceza de Osnabrück. Orașul a fost devastat de invazia vikingă din anul 880.
În anul 1648 a fost încheiat la Osnabrück tratatul dintre Sfântul Imperiu Roman și Suedia, în cadrul Păcii Westfalice, care a pus capăt Războiului de Treizeci de Ani.

## Personalități
- Erich Maria Remarque (1898-1970), scriitor
- Robin Schulz (n. 1987), DJ german
- Olaf Scholz (n. 1958), cancelar federal